# Jacob-Raoul El Ghozi
Jacob-Raoul El Ghozi, francoski general, * 1883, † 1944.